# In for the Kill
In for the Kill, det brittiska rockbandet Budgies fjärde studioalbum, släppt 1974. "Crash Course in Brain Surgery" brukar räknas som en inflytelserik låt (Metallica har gjort en cover på den).

## Låtar på albumet
(Låtar utan upphovsmän skrivna av Bourge/Shelley)
1. In for the Kill 6:32
2. Crash Course in Brain Surgery (Bourge/Phillips/Shelley) 2:39
3. Wondering What Everyone Knows 2:56
4. Zoom Club 9:56
5. Hammer and Tongs 6:58
6. Running from My Soul 3:39
7. Living on Your Own 8:54